# ヴィシュヌヴァルダン
ヴィシュヌヴァルダン（Vishnuvardhan）ことサンパト・クマール（Sampath Kumar、1950年9月18日 – 2009年12月30日）は、インドのカルナータカ州マイソール出身の映画俳優。
カンナダ語映画において最も人気な俳優のひとりであり、ヒンディー語、タミル語、テルグ語、マラヤーラム語など他言語の映画にも多く出演している。彼の芸名ヴィシュヌヴァルダンは彼のデビュー作『Nagarahavu』の監督を務めていたプッタンナ・カナガールによってつけられたものである。